# The Last Rebel
The Last Rebel es el séptimo álbum de estudio de la banda estadounidense Lynyrd Skynyrd, lanzado en 1993. Es el único álbum con el baterista Kurt Custer y el último con el guitarrista Randall Hall.

## Lista de canciones
1. "Good Lovin's Hard to Find" (Ed King, Gary Rossington, Johnny Van Zant, Robert White Johnson) – 3:55
2. "One Thing" (Kurt Custer, King, Dale Krantz-Rossington, Rossington, J. Van Zant) – 5.13
3. "Can't Take That Away" (Michael Lunn, J. Van Zant, Robert White Johnson) – 4:19
4. "Best Things in Life" (Tom Keifer, Rossington, J. Van Zant) – 3:54
5. "The Last Rebel" (Lunn, Rossington, J. Van Zant, White Johnson) – 6:47
6. "Outta Hell in My Dodge" (Randall Hall, King, J. Van Zant, White Johnson) – 3:47
7. "Kiss Your Freedom Goodbye" (King, J. Van Zant) – 4:46
8. "South of Heaven" (Lunn, Rossington, J. Van Zant, White Johnson) – 5:15
9. "Love Don't Always Come Easy" (King, J. Van Zant) – 4:34
10. "Born to Run" (King, Rossington, Donnie Van Zant, J. Van Zant) – 7:25

## Personal
- Gary Rossington – guitarra
- Ed King – guitarra
- Johnny Van Zant – voz
- Leon Wilkeson – bajo
- Billy Powell – teclados
- Randall Hall – guitarra
- Kurt Custer – batería